# Rodolfo Francisco Bobadilla Mata
Rodolfo Francisco Bobadilla Mata CM (* 16. Oktober 1932 in Guatemala-Stadt; † 13. April 2019 ebenda) war ein guatemaltekischer Ordensgeistlicher und römisch-katholischer Bischof von Huehuetenango.

## Leben
Rodolfo Francisco Bobadilla Mata trat der Ordensgemeinschaft der Lazaristen bei, legte die Profess am 25. Juli 1949 ab und empfing am 13. August 1958 die Priesterweihe. 
Johannes Paul II. ernannte ihn am 15. Mai 1987 zum Apostolischen Vikar von El Petén und Titularbischof von Lari Castellum. Der Apostolische Nuntius in Guatemala, Oriano Quilici, weihte ihn am 27. Juni desselben Jahres zum Bischof; Mitkonsekratoren waren Próspero Penados del Barrio, Erzbischof von Guatemala, und Jorge Mario Ávila del Águila, Bischof von Jalapa.
Papst Johannes Paul II. ernannte ihn am 28. August 1996 zum Bischof von Huehuetenango. Am 14. Mai 2012 nahm Papst Benedikt XVI. das von Rodolfo Francisco Bobadilla Mata aus Altersgründen vorgebrachte Rücktrittsgesuch an.